# Козія (Караш-Северін)
Козія (рум. Cozia) — село у повіті Караш-Северін в Румунії. Входить до складу комуни Корнерева.
Село розташоване на відстані 298 км на захід від Бухареста, 47 км на південний схід від Решиці, 118 км на південний схід від Тімішоари, 139 км на північний захід від Крайови.

## Населення
За даними перепису населення 2002 року у селі проживали 147 осіб, з них 146 осіб (99,3%) румунів. Рідною мовою 146 осіб (99,3%) назвали румунську.